# Richteriola beata
Richteriola beata là một loài ruồi trong họ Tachinidae.